# Boomkangoeroes
De boomkangoeroes (Dendrolagus) zijn een geslacht van voornamelijk in bomen levende kangoeroes. Boomkangoeroes leven voornamelijk in de tropische regenwouden van Nieuw-Guinea, Noord-Queensland (Australië) en nabijgelegen eilanden.

## Kenmerken
Aan de lange, sterke voorpoten zitten grote, sterke klauwen. De voeten aan de achterpoten zijn in vergelijking met andere kangoeroesoorten kort en breed, en de voor- en achterpoten zijn ongeveer even lang. Ze hebben geen grijpstaart. 
De vacht is in de nek vrij lang. Bij regenbuien duikt een boomkangoeroe ineen, zodat zijn schouders het hoogste punt zijn, en het water langs het gehele lichaam wegstroomt. 
Boomkangoeroes worden tussen de 50 en 80 centimeter lang en 6,5 tot 17 kilogram zwaar. De staart is 40 tot 95 centimeter lang.

## Voortbeweging
Boomkangoeroes brengen het grootste deel van hun leven door in bomen. Ze klimmen in een boom door zich vast te grijpen aan de stam met de sterke klauwen aan de voorpoten, en zich daarna af te zetten met de achterpoten. De boomkangoeroes kunnen tot tien meter ver springen van boom naar boom. Over het algemeen bewegen de achterpoten synchroon, zoals bij andere kangoeroesoorten. Ze kunnen echter ook onafhankelijk van elkaar worden bewogen, bijvoorbeeld tijdens het zwemmen. Ze dalen af met de staart naar beneden. Op de grond bewegen ze zich met sprongen voort. Hierbij lopen ze voorovergebogen, met de staart boven het lichaam.

## Leefwijze
Boomkangoeroes leven voornamelijk van bladeren en vruchten. Deze verzamelen ze zowel op de grond als in bomen. Mannetjes hebben geurklieren in de huid van de keel en de borst, waarmee ze hun territorium aangeven. Een territorium bestaat uit enkele bomen, waarin een mannetje en een of meer vrouwtjes leven. Het mannetje vergezelt deze vrouwtjes overdag regelmatig. Vrouwtjes leven in los groepsverband

## Ontwikkeling
De gemeenschappelijke voorouder van de kangoeroes was bodembewonend en de boomkangoeroes werden pas in tweede instantie boombewonend, waarbij de eerste vormen in het Mioceen verschenen. Tijdens het Plioceen en Pleistoceen leefden reuenboomkangoeroes, behorend tot het geslacht Bohra.

## Bedreiging
De meeste soorten zijn bedreigd. Alleen de twee in Queensland voorkomende soorten, Bennett- en Lumholtzboomkangoeroe, zijn redelijk veilig. De belangrijkste bedreiging voor de soorten is de commerciële jacht met vuurwapens. Ook ontbossing vormt een grote bedreiging.

## Soorten
Er leven zo'n veertien soorten boomkangoeroes. De meeste soorten leven enkel in Nieuw-Guinea of op nabijgelegen eilanden. De afgelopen jaren zijn verscheidene soorten ontdekt, zoals de "tenkile", Dendrolagus scottae, (1990), de goudmantelboomkangoeroe (1993) en de "dingiso", Dendrolagus mbaiso (1995). Nieuwe soorten worden vooral ontdekt in afgelegen berggebieden in Nieuw-Guinea.
- Geslacht Dendrolagus (Boomkangoeroes)
  - Dendrolagus bennettianus – Bennettboomkangoeroe
  - Dendrolagus dorianus – Doriaboomkangoeroe
  - Dendrolagus goodfellowi – Goodfellowboomkangoeroe
  - Dendrolagus inustus – Grijze boomkangoeroe
  - Dendrolagus lumholtzi – Lumholtzboomkangoeroe
  - Dendrolagus matschiei – Matschieboomkangoeroe
  - Dendrolagus mayri
  - Dendrolagus mbaiso
  - Dendrolagus notatus
  - Dendrolagus pulcherrimus – Goudmantelboomkangoeroe
  - Dendrolagus scottae
  - Dendrolagus spadix
  - Dendrolagus stellarum
  - Dendrolagus ursinus – Bruine boomkangoeroe